# Leichtathletik-Weltmeisterschaften 2013/Teilnehmer (Sudan)
| Gelbes Symbol für Goldmedaillen mit stilisierten Olympischen Ringen | Graues Symbol für Silbermedaillen mit stilisierten Olympischen Ringen | Braundes Symbol für Bronzemedaillen mit stilisierten Olympischen Ringen |
| ------------------------------------------------------------------- | --------------------------------------------------------------------- | ----------------------------------------------------------------------- |
| —                                                                   | —                                                                     | —                                                                       |

Der Leichtathletik-Verband aus dem Sudan stellte einen Teilnehmer bei den Leichtathletik-Weltmeisterschaften 2013 in der russischen Hauptstadt Moskau.

## Ergebnisse

### Männer

#### Sprung/Wurf
| Athlet                 | Disziplin  | Qualifikation | Qualifikation | Finale             | Finale             |
| Athlet                 | Disziplin  | Höhe          | Platz         | Höhe               | Platz              |
| ---------------------- | ---------- | ------------- | ------------- | ------------------ | ------------------ |
| Ali Mohd Younes Idriss | Hochsprung | 2,17 m        | 25            | nicht qualifiziert | nicht qualifiziert |